# Eteoklész (Andreusz fia)
Eteoklész (görög betűkkel Ἐτεοκλῆς vagy Ετέοκλος) görög mitológiai alak, Boiótia legfontosabb városának, Orkhomenosznak királya, Andreusz király és felesége, Euippé fia, a trónörökös. Péneiosz folyamisten unokája. Más változat – Pindarosz és Theokritosz – szerint Képhisszosz boiótiai folyamisten fia. E két változat egyik lehetséges magyarázata, hogy az athéni Thészeusz szünoikiszmoszához hasonlóan két phülét alapított, amelyből az egyik az Eteoklész, a másik a Képhisszosz nevet kapta. Fia Alektrüón, akit Arész kakassá változtatott.

## A róla szóló hagyomány
Az orkhomenoszi hagyományokat Pauszaniasz Periégétész írása gyűjtötte össze a Görögország leírása című művében. Eszerint a közeli Olmonasz falut Eteoklész adta Almusznak, Sziszüphosz fiának. A hagyomány szerint a falu eredeti neve Almonész volt. Szintén Pauszaniasz írta, hogy Eteoklész honosította meg Orkhomenoszban a khariszok tiszteletét. Theokritosz a khariszokat „Eteoklész isteni leányainak” nevezte. Pároszhoz hasonlóan Orkhomenoszban is megtartották a khariszok éves fesztiválját. Pauszaniasz és Sztrabón szerint a korai időkben kődarabok képében imádták őket, amik Eteoklész idején estek az égből. Főleg a három legrégebbi kharisz, Aglaié, Euphroszüné és Thaleia tisztele mutatható ki, akiknek szentélyeit a városban fel is tárták.

## Emlékezete
Az orkhomenoszi karnevál ma is élő hagyomány.
Az Eteoklész név feltűnik a hettita dokumentumokban is, mint Tavagalavasz, aki Ahhijava királyának öccse. Nem tudni azonban, hogy kapcsolatban van-e az orkhomenoszi királlyal.

## Külső hivatkozások
- Khariszok
- Orkhomenosz